# Angiom
Angiom je benigní (nezhoubný) nádor, který je tvořen nově vytvořenými malými krevními cévami nebo mízními cévami.

## Příznaky
Rozpoznání angiomu bývá velmi složité. Angiom se objevuje na povrchu kůže a to kdekoliv na těle. Lehce se dá tento příznak zaměnit s příznaky jiných onemocnění – např. cirhóza. Protože je angiom benigní nádor, nechává se většinou odstraňovat jen z kosmetických důvodů.

## Rozdělení
Angiom můžeme rozdělit podle toho z jakých novotvarů nádor vzniká.
- hemangiom – vzniká-li novotvorbou nových krevních cév
- lymfangiom – vzniká-li novotvorbou nových lymfatických cév